# Elli Kühne
Elli Kühne (* 22. März 1911 als Elli Scherer in Frankfurt am Main; † 26. März 1984 in Bad Oldesloe) war eine deutsche Schriftstellerin.

## Leben
Elli Kühne lebte in Barsbüttel. Ab 1946 veröffentlichte sie erzählende Werke, vorwiegend für Kinder und Jugendliche. 

## Werke
- Christgeburts-Spiel, Hamburg 1946
- Das verlorene Lächeln, Hameln 1947
- Gerhard will sich rächen, Gladbeck 1952
- Hanna findet eine Freundin, Gladbeck 1952
- Das Taschenmesser, Gladbeck 1952
- Das begrabene Kriegsbeil, Konstanz 1953
- Gib’s weiter!, Hamburg 1953
- Junger Vogel im fremden Nest, Konstanz 1953
- Werner lernt wieder lachen, Hamburg 1953
- Ein wunderbarer Tag, Konstanz 1953
- Annette, Kassel 1954
- Auf eigenen Füßen, Konstanz 1954
- Die beiden Weihnachtstannen, Hamburg 1954
- Ein Bubenstreich, Konstanz 1954
- Diebstahl im Ferienheim, Konstanz 1954
- Eier im Nest, Stuttgart 1954
- Heidihopsa, Konstanz 1954
- Kuddel fährt zur See, Konstanz 1954
- Menschen auf dem Wege, Kassel 1954
- Schlüpp und die Lederhosen, Kassel 1954
- Schlüpp und die Lederhosen eine Nummer größer, Kassel 1954
- Dagmars neue Puppe, Hamburg 1955
- 13 Uhr 45, Konstanz 1955
- Höhenluft, Konstanz 1955
- Jürgen und sein Rübezahl, Konstanz 1955
- Schwester Karin weiß Rat, Konstanz 1955
- Anfechtung und Gnade, Stuttgart-Sillenbuch 1956
- Auf Wiedersehen, Brigitte, Konstanz 1956
- Ich habe dich aus dem Wasser gezogen, Kassel 1956
- Der KW-Klub, Stuttgart 1956
- Bärbel und ihre Brüder, Konstanz 1957
- Die Kinder von Butterberg, Stuttgart 1957
- Post für Peggy, Hamburg 1957
- Wo du hingehst, Stuttgart 1957
- Die Kichersusi, Stuttgart 1958
- Verborgene Kräfte, München 1958
- Hundertfältiger Trost, Kassel 1960
- Die größte Weihnachtsfreude, Lahr-Dinglingen (Baden) 1961
- Heimkehr in der Weihnacht, Lahr-Dinglingen (Baden) 1961
- Gesines Weihnachtsfest, Lahr-Dinglingen (Baden) 1962
- Gott schauen, Kassel 1963
- Die Weihnachtsbescherung, Lahr-Dinglingen (Baden) 1963
- Angelas schönstes Weihnachtsgeschenk, Lahr-Dinglingen (Baden) 1964
- Ein glückliches Weihnachtsfest, Lahr-Dinglingen (Baden) 1964
- Keine Aufgaben?, Lahr-Dinglingen (Baden) 1965
- Mutter braucht keine Ferien, Lahr-Dinglingen (Baden) 1965
- Die Weihnachtskrippe, Lahr-Dinglingen (Baden) 1965
- Alle Jahre wieder, Lahr-Dinglingen (Baden) 1966
- Der gestohlene Weihnachtsbaum, Lahr-Dinglingen (Baden) 1966
- Das Zwetschenmännlein, Lahr-Dinglingen (Baden) 1967
- Ingo und sein schwarzer Freund, Lahr-Dinglingen (Baden) 1968
- Der Vormund, Lahr-Dinglingen (Baden) 1969
- Karsten fährt zur See, Lahr-Dinglingen (Baden) 1970
- Licht über den Wassern der Welt, Lahr-Dinglingen (Baden) 1970
- Kraft für zwei, Lahr-Dinglingen 1971
- Gestohlene Jahre, Lahr-Dinglingen (Baden) 1972
- Da bewegte sich die Stätte, Lahr-Dinglingen 1973
- Eine Oma für Annette, Lahr-Dinglingen 1973
- Oma Preiß hat eine Aufgabe, Lahr-Dinglingen (Baden) 1973
- Armes reiches Mädchen, Lahr-Dinglingen (Baden) 1974
- Wie Gott helfen kann, Lahr-Dinglingen 1974
- Schatten der Vergangenheit, Lahr-Dinglingen 1975
- Gott aber kann ..., Lahr-Dinglingen 1976
- Gott ruft Menschen, Lahr-Dinglingen 1976
- Mit dem Mantel der Liebe, Lahr-Dinglingen 1976
- Kleiner Vogel Paperlapapp, Lahr-Dinglingen 1978
- Kopflose Flucht, Lahr-Dinglingen 1978
- Wenn man älter wird, Lahr-Dinglingen 1979
- Nicht alltägliche Liebesgeschichten, Lahr-Dinglingen 1987

| Personendaten    | Personendaten               |
| ---------------- | --------------------------- |
| NAME             | Kühne, Elli                 |
| ALTERNATIVNAMEN  | Scherer, Elli (Geburtsname) |
| KURZBESCHREIBUNG | deutsche Schriftstellerin   |
| GEBURTSDATUM     | 22. März 1911               |
| GEBURTSORT       | Frankfurt am Main           |
| STERBEDATUM      | 26. März 1984               |
| STERBEORT        | Bad Oldesloe                |